# Lliga de Campions de l'OFC
La Lliga de Campions de l'OFC és el torneig de clubs més important de futbol d'Oceania, equivalent a la Lliga de Campions de la UEFA d'Europa o la Copa Libertadores d'Amèrica. També és coneguda com la Lliga-O.

## Palmarès

### Campionat de Clubs d'Oceania
| Temporada       | Campió                        | Marcador           | Subcampió                       | Seu                              |
| --------------- | ----------------------------- | ------------------ | ------------------------------- | -------------------------------- |
| 1987 Detalls    | Adelaide City (Austràlia)     | 1 - 1 Penals 4 - 1 | Mount Wellington (Nova Zelanda) | Adelaida (Austràlia)             |
| 1999 Detalls    | South Melbourne (Austràlia)   | 5 - 1              | Nadi (Fidji)                    | Nadi/Lautoka (Fidji)             |
| 2000/01 Detalls | Wollongong Wolves (Austràlia) | 1 - 0              | Tafea FC (Vanuatu)              | Port Moresby (Papua Nova Guinea) |
| 2004/05 Detalls | Sydney FC (Austràlia)         | 2 - 0              | AS Magenta (Nova Caledònia)     | Papeete (Polinèsia Francesa)     |
| 2006 Detalls    | Auckland City (Nova Zelanda)  | 3-1                | AS Pirae (Polinèsia Francesa)   | Albany (Nova Zelanda)            |

### Lliga de Campions de la OFC
| Temporada       | Campió                            | Marcador                            | Subcampió                       |
| --------------- | --------------------------------- | ----------------------------------- | ------------------------------- |
| 2007 Detalls    | Waitakere United · Nova Zelanda   | Anada: 1-2 Tornada: 1-0 Global: 2-2 | 4R Electrical Ba · Fiji         |
| 2007/08 Detalls | Waitakere United · Nova Zelanda   | Anada: 1-3 Tornada: 5-0 Global: 6-3 | Kossa FC · Salomó               |
| 2008/09 Detalls | Auckland City FC · Nova Zelanda   | Anada: 7-2 Tornada: 2-2 Global: 9-4 | Kolale FC · Salomó              |
| 2009/10 Detalls | Hekari Souths · Papua Nova Guinea | Anada: 3-0 Tornada: 1-2 Global: 4-2 | Waitakere United · Nova Zelanda |
| 2010/11 Detalls | Auckland City · Nova Zelanda      | Anada:2-1 Tornada: 4-0 Global: 6-1  | Amicale FC · Vanuatu            |
| 2011/12 Detalls | Auckland City · Nova Zelanda      | Anada: 2-1 Tornada: 1-0 Global: 3-1 | AS Tefana · Tahití              |
| 2012/13 Detalls | Auckland City · Nova Zelanda      | Partit únic: 2-1                    | Waitakere United · Nova Zelanda |
| 2013/14 Detalls | Auckland City · Nova Zelanda      | Anada: 1-1 Tornada: 2-1 Global: 3-1 | Amicale FC · Vanuatu            |
| 2014/15 Detalls | Auckland City · Nova Zelanda      | Partit únic: 1-1 (4-3)              | Team Wellington · Nova Zelanda  |
| 2016 Detalls    | Auckland City · Nova Zelanda      | Partit únic: 3-0                    | Team Wellington · Nova Zelanda  |
| 2017 Detalls    |                                   |                                     |                                 |